# Eunidia discounivittata
Eunidia discounivittata là một loài bọ cánh cứng trong họ Cerambycidae.